# Grannis
Grannis es una ciudad en el condado de Polk, Arkansas, Estados Unidos. Para el censo de 2000 la población era de 575 habitantes.

## Geografía
Grannis se localiza a 34°14′20″N 94°19′42″O / 34.23889, -94.32833. De acuerdo a la Oficina del Censo de los Estados Unidos, la ciudad tiene un área total de 22,4 km², de los cuales el 100% es tierra.

## Demografía
Para el censo de 2000, había 575 personas, 210 hogares y 164 familias en la ciudad. La densidad de población era 25,7 hab/km². Había 254 viviendas para una densidad promedio de 11,4 por kilómetro cuadrado. De la población 78,78% eran blancos, 0,52% afroamericanos, 4,35% amerindios, 0,17% isleños del Pacífico, 14,09% de otras razas y 2,09% de dos o más razas. 16,52% de la población eran hispanos o latinos de cualquier raza.
Se contaron 210 hogares, de los cuales 37,6% tenían niños menores de 18 años, 68,1% eran parejas casadas viviendo juntos, 7,6% tenían una mujer como cabeza del hogar sin marido presente y 21,9% eran hogares no familiares. 18,1% de los hogares eran un solo miembro y 4,8% tenían alguien mayor de 65 años viviendo solo. La cantidad de miembros promedio por hogar era de 2,74 y el tamaño promedio de familia era de 3,10.
En la ciudad la población está distribuida en 26,6% menores de 18 años, 11,5% entre 18 y 24, 26,1% entre 25 y 44, 24,2% entre 45 y 64 y 11,7% tenían 65 o más años. La edad media fue 32 años. Por cada 100 mujeres había 101,0 varones. Por cada 100 mujeres mayores de 18 años había 103,9 varones.
El ingreso medio para un hogar en la ciudad fue de $29.083 y el ingreso medio para una familia $30.893. Los hombres tuvieron un ingreso promedio de $22.500 contra $17.000 de las mujeres. El ingreso per cápita de la ciudad fue de $14.642. Cerca de 15,1% de las familias y 15,8% de la población estaban por debajo de la línea de pobreza, 22,7% de los cuales eran menores de 18 años y 19,4% mayores de 65.